# 裘姓
裘姓是中文姓氏之一，在《百家姓》中排第171位。在现代，它是个不常见姓氏。

## 起源
裘姓有不同起源：
1. 周朝负责制造皮革和冬衣的官员被称为裘官，其后代即以祖先官职为姓。
2. 出自姬姓，后以地名为姓。春秋时有卫国大夫受封于裘(今河北东北部)，其子孙便以封邑为姓。
3. 由仇姓所改，因逃避仇杀而改为裘姓。

## 分布
历史上裘姓望族的聚居地在渤海郡（今河北省境内），现多分布于浙江和江苏两省。

## 延伸阅读
[在维基数据编辑]
 《百家姓》
 《欽定古今圖書集成·明倫彙編·氏族典·裘姓部》，出自陈梦雷《古今圖書集成》